# Вестник Маньчжурии
Вестник Маньчжурии (кит. трад. 東省雜誌, упр. 东省杂志, пиньинь Dōngshěng zázhì, в годы японской оккупации — кит. упр. 满洲杂志, пиньинь Mǎnzhōu zázhì) — периодический журнал, издаваемый Экономическим бюро КВЖД. Являлся одним из ведущих журналов по экономическим исследованиям не только в Маньчжурском крае, но и в Восточной Азии. Статьи выходили на русском языке с аннотациями на английском. Издавался в Харбине.
Журнал был учреждён в 1923 году под названием «Экономический вестник Маньчжурии», с подзаголовком «Еженедельное издание экономического бюро КВЖД, посвященное вопросам торговли, промышленности, транспорта и финансам». Первый номер вышел 28 января 1923 года. Сначала это было информационное издание о том, что происходило в регионе и железнодорожной отрасли края. До 1925 года журнал выходил раз в неделю, объём номера составлял 54 страницы.
В 1925 году редактирование журнала было передано в ведение торгово-промышленной секции Общества изучения Маньчжурского края (ОИМК), которая сократила его название до «Вестника Маньчжурии». Выходить он стал реже — раз в месяц, объём увеличился до 120 и более страниц, расширилась тематика статей — теперь они охватывали не только Маньчжурию, но и территорию Советской России. Ключевыми темами были торговля, промышленность и сельское хозяйство.С 1925 по 1934 г. вышло 106 номеров, в них было опубликовано более 5 тысяч статей, из которых членами ОИМК было написано не менее 200, а сотрудниками Экономического бюро — не менее 650 статей и заметок.
С 1933 года журнал стал издаваться два раза в месяц.
В результате продажи КВЖД Японии в 1934 году журнал был закрыт.

## Внешние ссылки
- Содержание номеров